# La fiera di Soročincy (opera)
La fiera di Soročincy (in russo Сорочинская ярмарка?, è un'opera comica in tre atti di Modest Petrovič Musorgskij, composta a San Pietroburgo tra il 1874 ed il 1880. Il compositore scrisse anche il libretto, che è basato sull'omonimo racconto di Nikolaj Vasil'evič Gogol', tratto dalla raccolta giovanile di racconti ambientati in Ucraina Veglie alla fattoria presso Dikan'ka. Alla morte di Musorgskij, nel 1881, l'opera era ancora incompiuta ed ineseguita.

## Storia della composizione

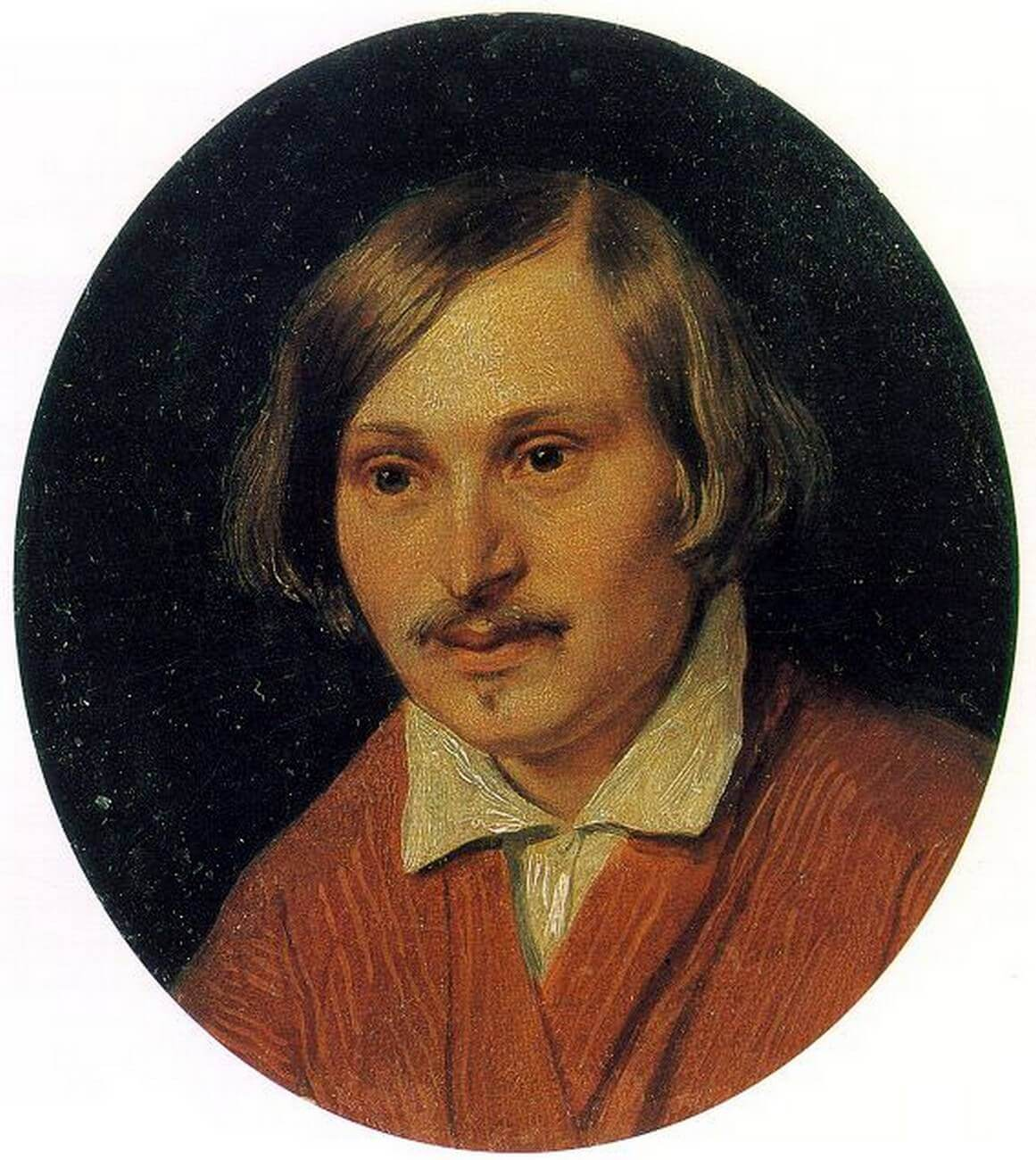
Nikolaj Gogol'
(1809–1852)

Musorgskij lavorò all'opera tra il 1874 ed il 1880; nello stesso periodo si dedicò anche ad un'altra opera rimasta incompiuta, la Chovanščina. Il compositore incluse nell'opera musiche composte in precedenza, come ad esempio la Scena del mercato, che aveva composto per il secondo atto dell'opera collettiva Mlada, che divenne la scena iniziale del nuovo lavoro. L'inserimento della musica di Una notte sul Monte Calvo, come una sequenza che descrive un sogno del protagonista, fu frutto di una modifica alla trama dell'opera decisa nel corso della composizione, anche se questo episodio non è presente nel racconto originale di Gogol'.
Dopo la morte di Musorgskij i tentativi di completare l'opera, così da poterla rappresentare, furono molteplici. Nel 1881 Nikolaj Rimskij-Korsakov propose che l'opera fosse completata da Anatolij Ljadov, e il libretto da A. Goleniščev-Kutuzov, amico di Musorgskij. Tuttavia, Ljadov orchestrò solo cinque numeri (pubblicati nel 1904) e non terminò l'opera. Vjačeslav Karatygin successivamente pubblicò alcuni frammenti dei manoscritti di Musorgskij, che furono orchestrati da Ljadov ed eseguiti nel 1911. L'anno successivo Vladimir Senilov pubblicò la sua orchestrazione della dumka di Parasja del terzo atto. Jurij Šachnovskij orchestrò e pubblicò altri frammenti che, assieme ai materiali prodotti da Ljadov, Karatygin e Rimskij-Korsakov costituirono una "prima" collage, messa in scena a Mosca, sotto la direzione di Konstantin Saradžev, con dialoghi parlati inseriti per le scene non musicate da Musorgskij.
Cezar' Kjui fu il primo a creare una versione completa dell'opera (ma senza l'episodio Una notte sul Monte Calvo) tra il 1914 e il 1916, ed essa fu messa in scena nel 1917 a San Pietroburgo. Il lavoro di Kjui non riuscì a imporsi e l'opera venne completata ed orchestrata da altri compositori, tra i quali Nikolaj Čerepnin e Vissarion Šebalin, la cui versione del 1930 divenne quella standard. Questa versione include Una notte sul Monte Calvo come preludio al terzo atto, anziché come intermezzo nel primo atto, come aveva in origine pensato Musorgskij.

## Trama
L'azione ha luogo all'inizio del XIX secolo nel villaggio di Velyki Soročynci, nelle vicinanze di Poltava.

### Atto I
Alla fiera i mercanti stanno vendendo le loro merci ai visitatori giunti dai dintorni. Uno zingaro accenna ad una giacca rossa che il diavolo starebbe cercando, mentre il giovane Gric'ko tenta di conquistare Parasja. Suo padre Čerevik, dapprima è sdegnato per la sfrontatezza del ragazzo, poi, avendo saputo che Gric'ko è il figlio della sua amica Kum, acconsente alle nozze tra i due e va alla taverna con il suo compagno per festeggiare, mentre giunge la sera e la gente si dirada. Čerevik e Kum escono dall'osteria ubriachi e gironzolano al buio. Chivrija, la moglie di Čerevik, esce di casa e lui le annuncia il fidanzamento di Parasja. Lei è contraria e riesce a far cambiare idea al marito ubriaco, mentre Gric'ko ha sentito tutto di nascosto e ne è molto rattristato. In quel mentre sopraggiunge lo zingaro ed i due fanno un patto: Gric'ko darà allo zingaro il suo bue per quindici rubli, se quest'ultimo riuscirà far tornare Čerevik sui suoi passi.
Intermezzo: Il sogno del giovane paesano
Rimasto solo, Gric'ko si addormenta e fa un sogno in cui vede streghe e diavoli, che alla fine vengono dispersi dal risuonare delle campane di una chiesa.

### Atto II
A casa di Kum, dove Čerevik e Chivrija sono alloggiati, la moglie riesce con un litigio a far uscire il marito, in modo da poter incontrare segretamente in casa Afanasij Ivanovič, il figlio del prete del villaggio. Quando quest'ultimo arriva, lei gli offre i suoi manicaretti, che lui mangiava con gusto. Nel bel mezzo del loro incontro amoroso si sente bussare alla porta. Afanasij si nasconde in un mobile, mentre Čerevik e Kum entrano con degli amici, in allarme per le voci su qualcuno che ha visto la giacca rossa ed il diavolo. Kum inizia a raccontare i particolari della leggenda, e conclude dicendo che il diavolo appare ogni anno alla fiera con la faccia da maiale, in cerca della sua giacca. All'improvviso il grugno di un maiale appare alla finestra, e tutti corrono fuori nel trambusto generale.

### Atto III
Scena prima In strada, in seguito alla confusione della scena precedente, Čerevik e Kum vengono inseguiti dallo zingaro e da alcuni giovani, con l'accusa di aver rubato una cavalla: vengono catturati e legati. Gric'ko entra in scena, ed estorce a Čerevik la promessa che il matrimonio con Parasja sarà celebrato l'indomani, e i due vengono rilasciati.
Scena seconda In una strada di fronte a casa di Kum, Parasja dapprima è triste per Gric'ko, poi però si rallegra con un hopak, al quale si unisce Čerevik senza essere notato. Kum e Gric'ko entrano, e Čerevik benedice i due innamorati, per essere investito dalla rabbia di Chivrija, al che lo zingaro dà ordine a dei paesani di bloccarla. Tutti celebrano il matrimonio ballando un hopak.